# Skoluniform

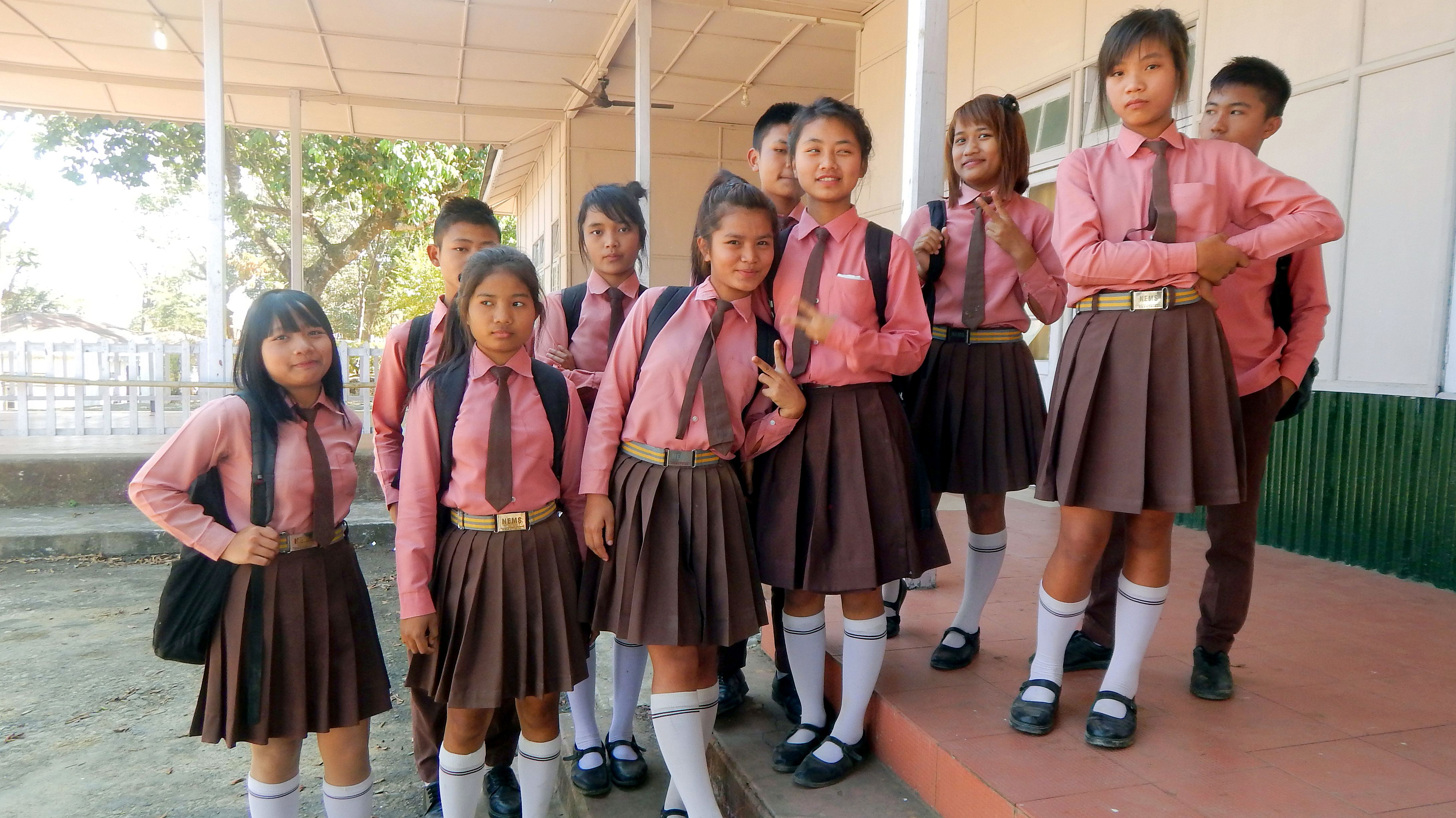
Indisk skoluniform 2015.

Skoluniform är en enhetlig klädsel som bärs av eleverna i en skola eller utbildningsinstitut. Syftet är att uttrycka den status det innebär att gå på den aktuella skolan och att signalera enhetlighet och tillhörighet. Men det kan också vara att motverka mode- och utseendehets. Skoluniformer är vanliga i många länder i världen.

## Skolmössa
Det är inte alltid man använder en fullständig uppsättning av kläder, utan nöjer sig med ett gemensamt plagg. Vanligt är då att man väljer att använda en gemensam mössa. Vid högre studier talar man om studentmössa.

## Skoluniformer i världen

### Storbritannien
Storbritannien har en väl etablerad tradition av skoluniformer som övertagits av ett stort antal samväldesländer (länder som under en period styrts av Storbritannien).

### Sverige
I Sverige har skoluniformer förekommit sparsamt. En del läroverk hade en särskild skärmmössa som elever förväntades bära utomhus[källa behövs]. Några få privatskolor har en uniform eller skolmärke som används vid särskilda tillfällen, som avslutningar; detta gäller främst Lundsbergs skola, Sigtunaskolan Humanistiska Läroverket och Grennaskolan.
Även om skolor i Sverige inte använder skoluniform är det förbjudet för elever att bära kläder och symboler som strider mot den svenska skolans värdegrund, till exempel symboler med utpräglat nazistiska motiv. I mars 2005 dömdes till exempel en 15-årig pojke i Laholm för hets mot folkgrupp sedan han kommit till skolan i ett halsband med nazistsymboler.
Kristdemokraterna föreslog i juni 2005 att enskilda skolor skulle ges rätt att införa skoluniform om de så önskar, och sedan dess har argument för skoluniform hörts allt oftare i svensk debatt. Liknande idéer har återigen hörts efter den borgerliga valsegern år 2006, men har aldrig försökt genomföras.
Läsåret 2017 instiftade Nordic International School skoluniform som gäller för elever och personal på sina skolor. Skolverket granskade under samma läsår skolorna och kom fram till att Nordic International School inte kunde straffa elever om de väljer att inte använda uniformen. Skolorna valde då att avskaffa skoluniformen och istället införa en klädkod som en del av ordningsreglerna. Klädkoden är densamma som skoluniformen och fungerar i praktiken likadant. Nordic International School står för de ljusblå kläderna som tillhör klädkoden, däribland en uppsättning av fem Pikéer, skjortor, tjocktröjor och ett par inneskor. Utöver det skall eleverna bära mörkblå byxor som föräldrarna står för.

### USA
I USA har skoluniform historiskt varit ovanligt i offentliga skolor. Sedan 1990-talet har dock en förändring gradvis ägt rum och det beräknas att omkring en femtedel av alla elever i offentliga skolor numera har skoluniform. Det är särskilt vanligt förekommande i storstadsområden. En del privatskolor använder sedan länge skoluniform. Bill Clinton var en stark förespråkare för skoluniform.

### Sydafrika

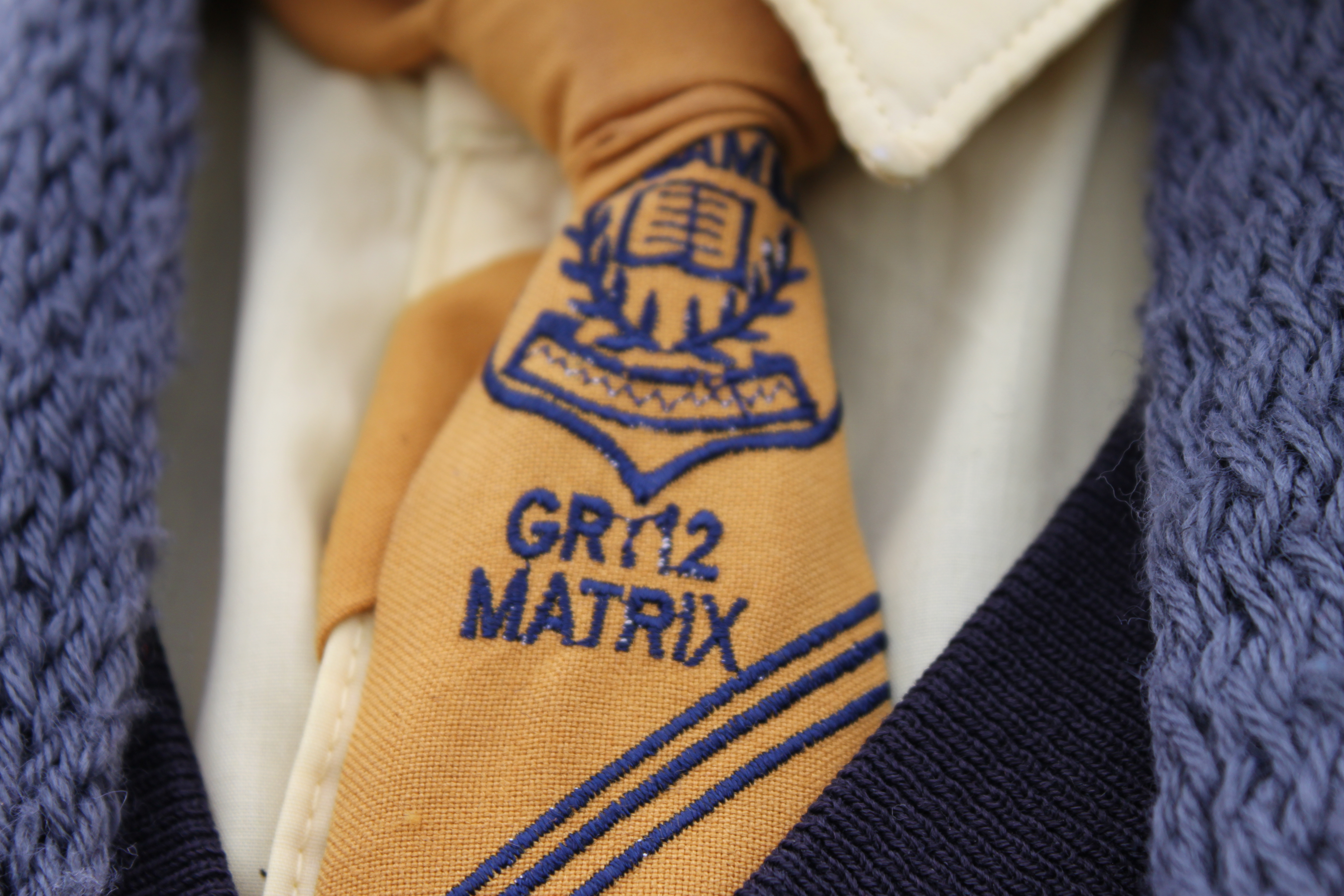
Sista året bärs denna slips på Nobamba High School, Port Shepstone Sydafrika.

I Sydafrika använder man precis som i många andra länder men till skillnad från Sverige skoluniformer. Precis som många andra före detta brittiska kolonier har sydafrikanska skolor enhetliga och obligatoriska skoluniformer för barn i skolan över förskolenivå. En skoluniform är en kostnad för familjerna eftersom de alltid bekostas av familjerna själva. Enligt studier  stärker enhetlig klädsel vi-känslan och kan göra skillnaderna ekonomiskt mindre märkbara i skolan. Skolor i städer har i större utsträckning krav på kavaj och slips än på skolorna i landsbygden.
De flesta skolor har speciella uniformer för toppstudenter som presterar extra bra i ett visst/flertal ämnen. I städer som Kapstaden är det vanligt att man få klä sig i sina egna kläder om de är propert och formellt klätt. Vanligtvis erbjuds även en vinteruniform och en sommaruniform. Hur skoluniformen ser ut beror på vilken skola du går på och ofta har skolan ”sina” speciella färger på uniformen d.v.s. att skoluniformerna inte ser likadana ut på varje skola. Eftersom det inte finns någon sydafrikansk lag som säger att det skall vara könsneutrala koder gällande kläder är det fortfarande en skillnad mellan uniformerna för flickor och pojkar.

### Sovjetunionen
I Sovjetunionen övertogs det tsarryska systemet med skoluniformer och utvidgades till att även omfatta folkskolorna. Pojkar bar en militäriskt inspirerad uniform. Flickornas uniform bestod av en brun klänning och ett svart förkläde, vilket dock vid särskilda tillfällen, som skolavslutningar, ersattes av ett vitt förkläde. För det vita förklädet var reglerna friare och många bar hemmasydda volangförkläden. Medlemskap i Sovjetunionens unga pionjärer var i praktiken obligatoriskt och organisationens röda halsduk bars vid organisationens aktiviteter på skolan. Efter Sovjetunionens fall avskaffades den sovjetiska skoluniformen omgående, men det är vanligt förekommande att ryska skolflickor frivilligt bär klänning och vitt volangförkläde i samband med skolavslutning och andra viktiga händelser.

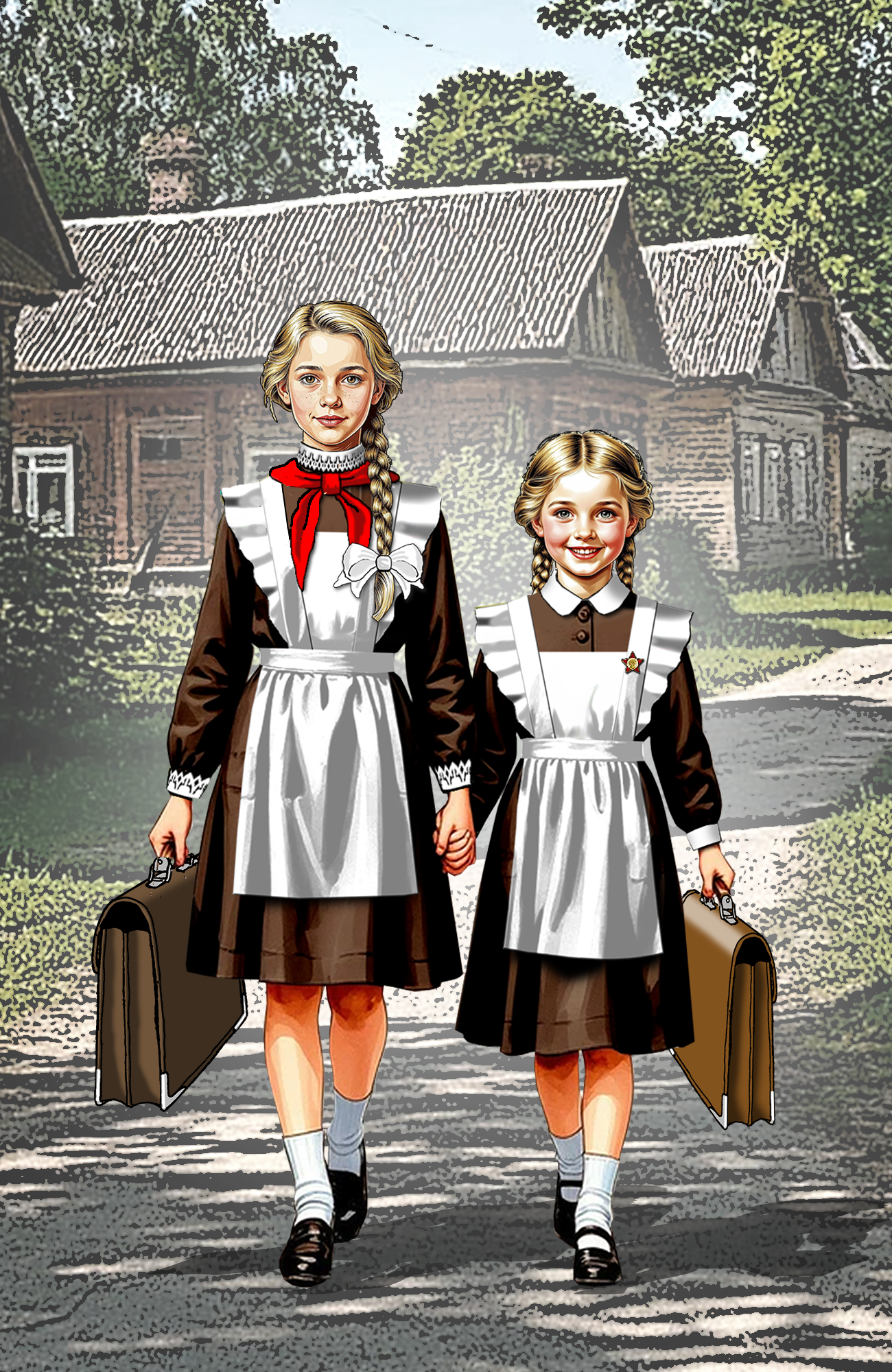
Oktoberbarn och pionjär i högtidsuniform.
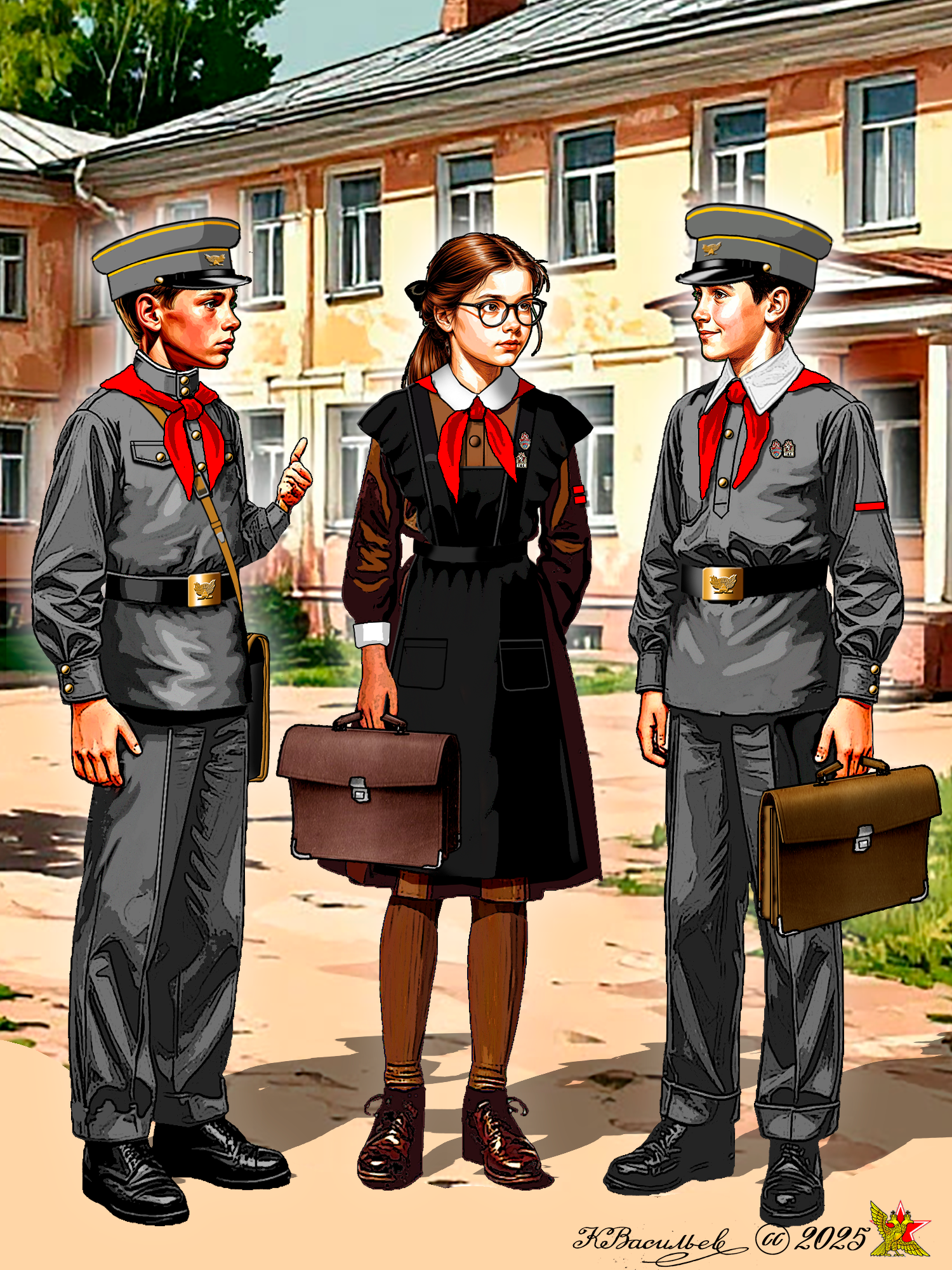
Pionjärer i vardagsuniform.
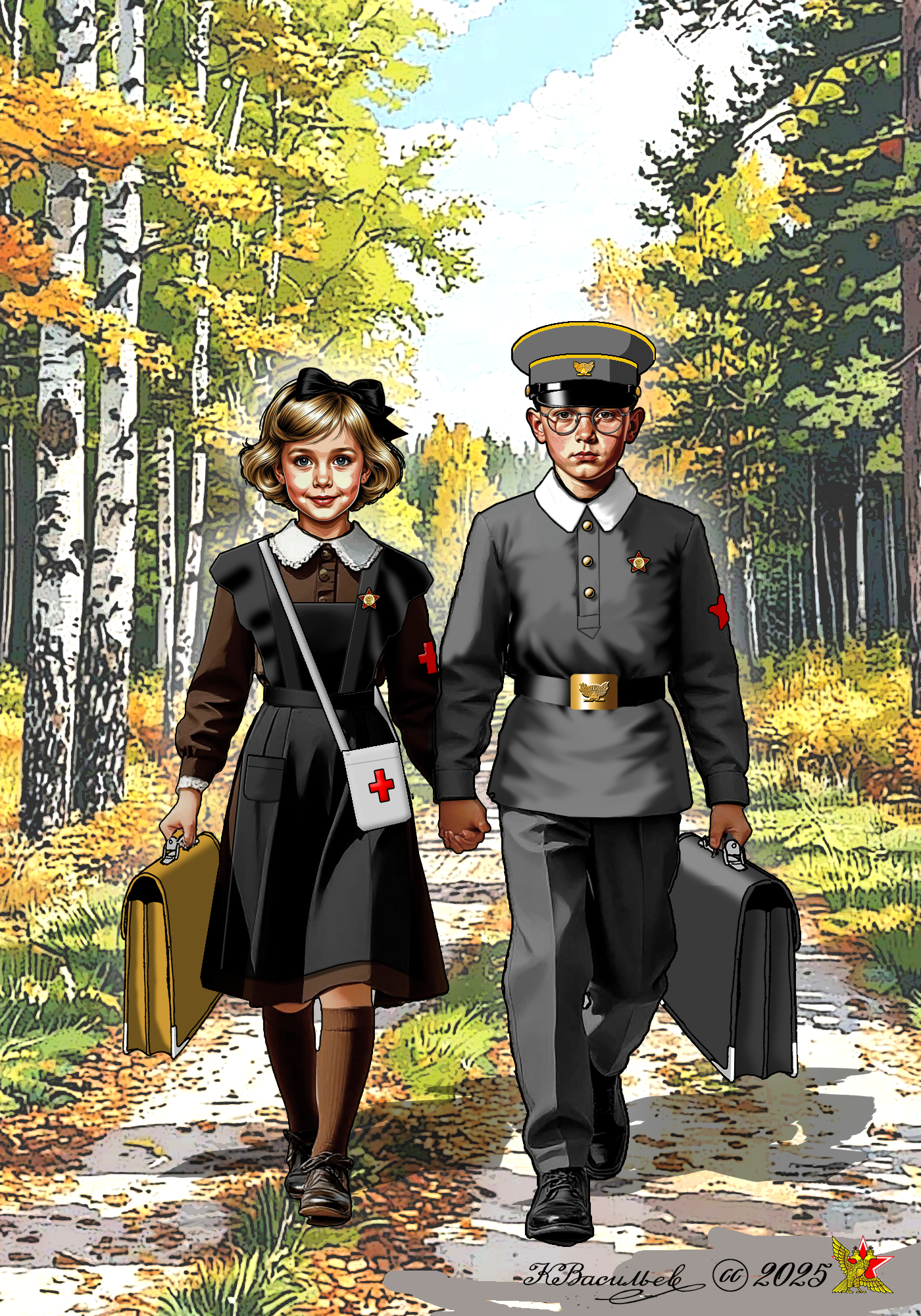
Oktoberbarn i vardagsuniform.
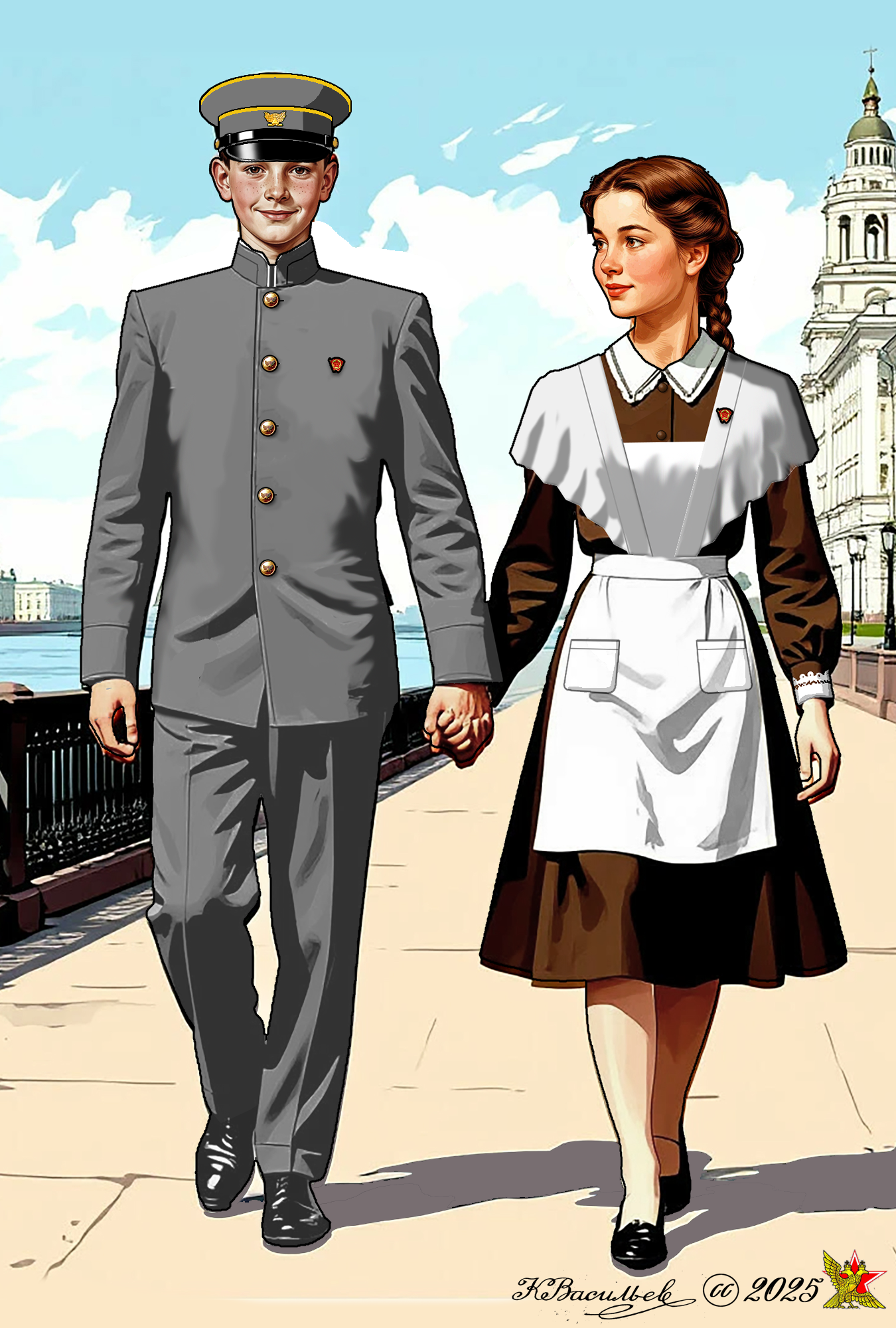
Komsomolmedlemmar på gymnasiet.

## Argument för och emot

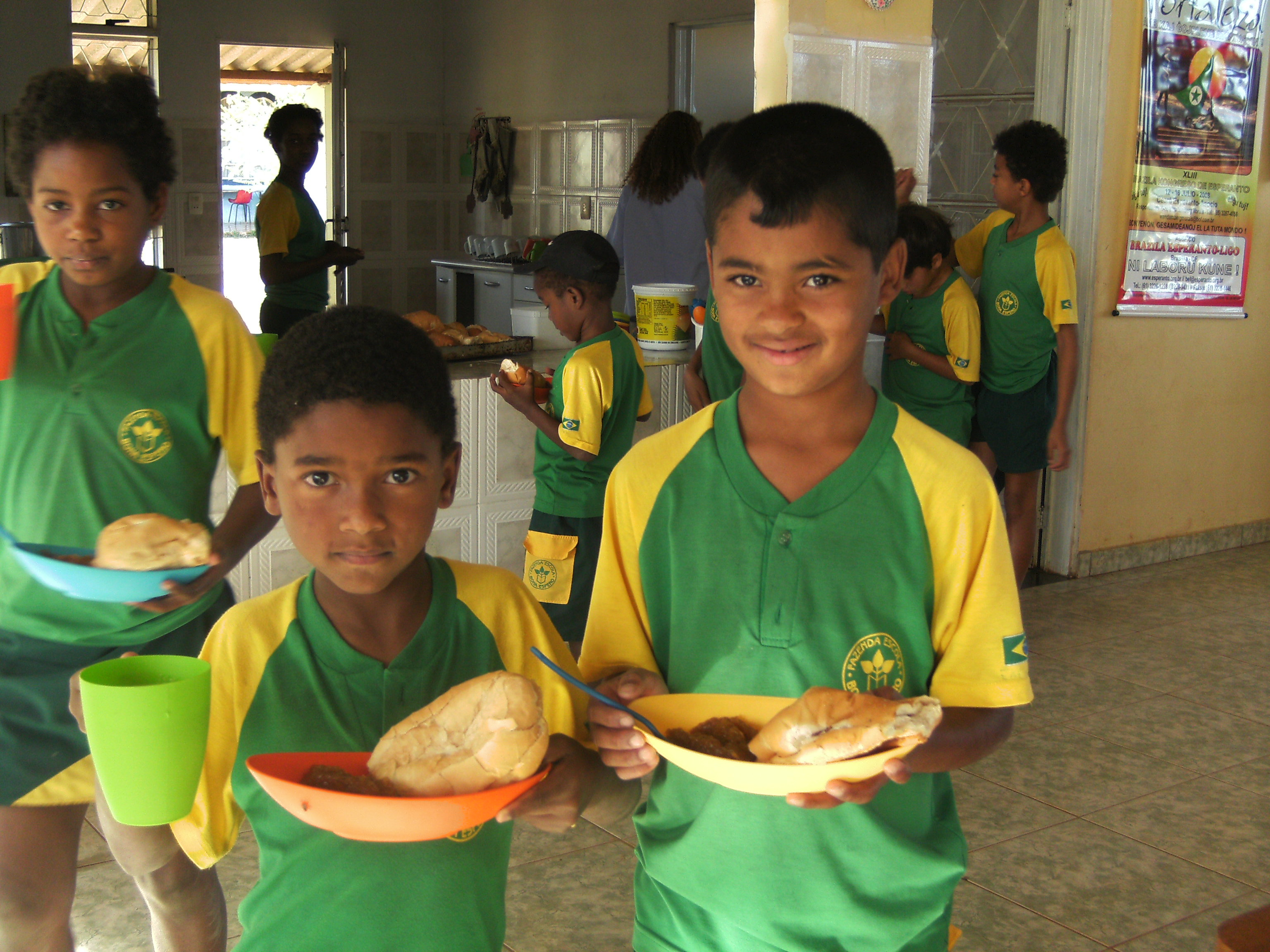
Brasiliansk skoluniform.

Förespråkarna för skoluniform anser att det förhindrar tävlingar om märkeskläder. Barn med mindre välbemedlade föräldrar slipper därmed känna sig utanför. En skoluniform kan även bidra till att stärka gemenskapen och skolidentiteten. Det är också möjligt att skoluniform minskar mobbning. 
Med skoluniform ges eleverna möjlighet att hitta andra sätt att uttrycka sin personlighet än genom ytlig klädhets. Eleverna har vidare alltid möjligheten att ge uttryck för en eventuell personlig klädstil på sin fritid, vilket även är situationen för många yrkesarbetande. Denna frihet är dock illusorisk i den mån elevernas klädval styrs av modeindustrin. 
Förespråkare för skoluniform menar att många fördomar är baserade på skoluniformer i ålderdomligt snitt. Numera finns det skolkläder i moderna utföranden, men ett pilotprojekt i Basel 2007 visade att ungdomarna där föredrog uniformer i klassisk stil. 
Motståndarna anser att skoluniform är ett ingrepp i den personliga friheten och att det kan sänka självkänslan för elevdemokrati. Man menar även att mobbare ändå hittar något annat att reta sig på, att man bör stoppa mobbningen på andra sätt och lära eleverna att acceptera att man har olika kläder och att man är olika.

## Övrigt
Angus Young, gitarrist i AC/DC, uppträder i skoluniform under konserter med bandet.